# Yvonne Fletcher
La alguacil Yvonne Joyce Fletcher (Wiltshire, Reino Unido, 15 de junio de 1958-Londres, 17 de abril de 1984) fue una oficial de la policía británica herida fatalmente por arma de fuego durante una protesta frente a la Embajada de Libia en St. James's Square, Londres, en 1984. Fletcher, que había estado de guardia y estaba entre los oficiales desplegados para vigilar la protesta, murió poco después en el Hospital de Westminster. Su muerte dio lugar al asedio del Metropolitan Police Service (la Policía de Londres) a la embajada los siguientes once días y a la ruptura de las relaciones diplomáticas del Reino Unido con Libia. Dos años más tarde se convirtió en un factor importante en la decisión de la primera ministra Margaret Thatcher de permitir al presidente de Estados Unidos, Ronald Reagan, hacer el bombardeo de Libia en 1986 partiendo los aviones de las bases estadounidenses en el Reino Unido.
Nadie ha sido condenado por el asesinato de Yvonne Fletcher. Sin embargo, en 1999, el gobierno libio de Muamar Gadafi aceptó la responsabilidad de su muerte y se comprometió a pagar una indemnización a su familia.
En solo un período de 18 meses la muerte de Fletcher se convirtió en el tercer asesinato u homicidio de una mujer policía en Gran Bretaña.

## La protesta

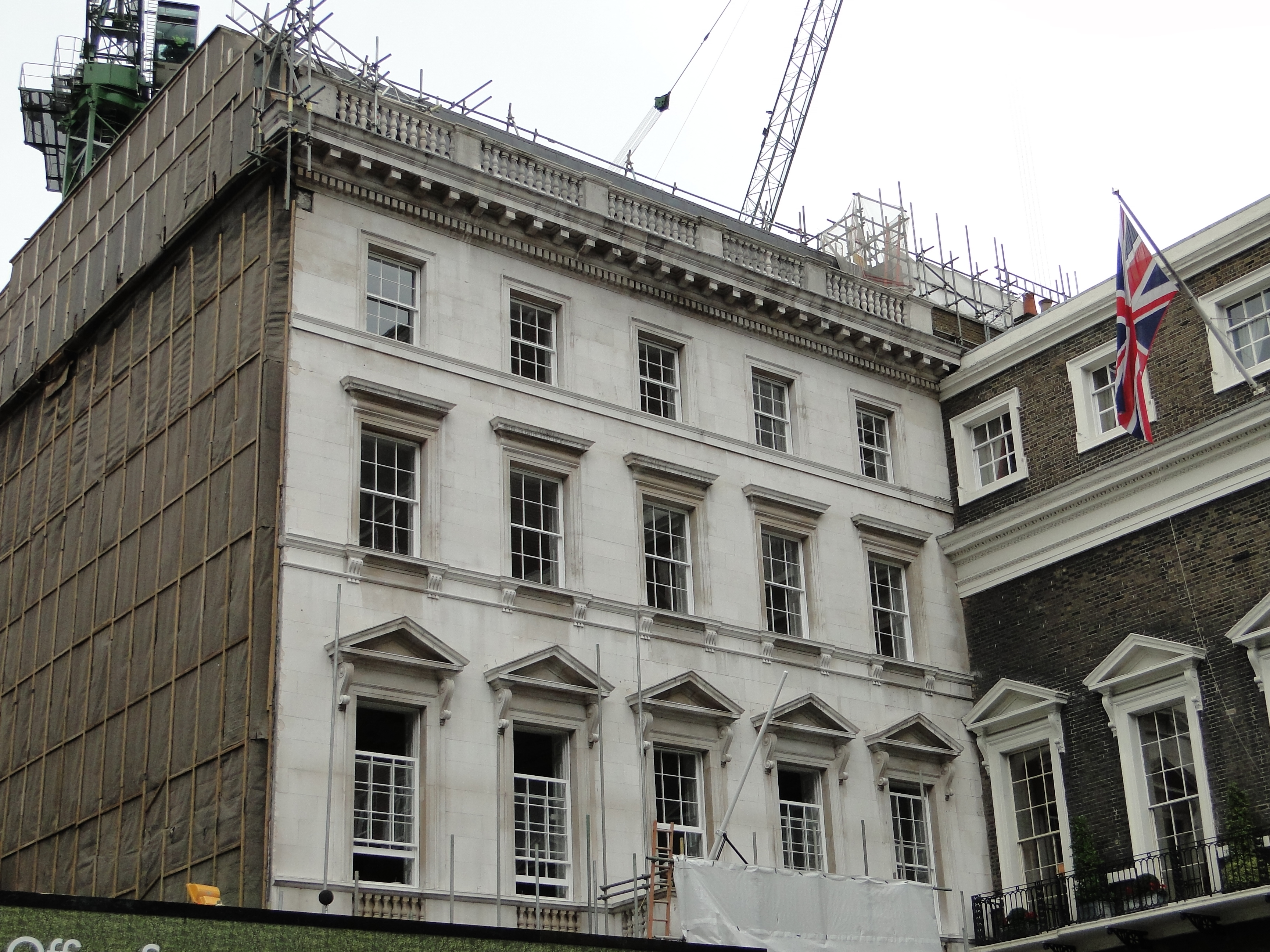
Sitio del antiguo edificio de la Embajada de Libia en St. James's Square in 2012

Fletcher, que se había unido a la Metropolitan Police Service en 1977, formó parte de un destacamento de 30 agentes enviados a la St. James's Square (Plaza de San James en español) para vigilar una manifestación hecha por disidentes libios opuestos al régimen del coronel Muamar Gadafi. Entre el destacamento de Fletcher estaba su prometido. La manifestación había sido organizada por el Frente Nacional para la Salvación Libia (FNSL, grupo antigadafista) después de la ejecución de dos estudiantes que habían criticado a Gadafi. Desde febrero de 1984 la Embajada de Libia, que también se conocía como la Oficina del Pueblo de Libia, había sido atendida por "comités revolucionarios" realizados por estudiantes leales a Gadafi que habían asumido el control de la misión diplomática, con la aprobación tácita del gobierno libio. No eran diplomáticos profesionales. Los partidarios de Gadafi en la embajada advirtieron a la policía su intención de montar una contramanifestación.
Ese día, alrededor de 75 manifestantes llegaron en autobús desde el norte de Inglaterra. La manifestación comenzó pacíficamente, mientras la policía mantuvo con éxito los dos lados separados con barreras de control. Ambos grupos se gritaban el uno al otro y agitaron banderas y pancartas. Una música fuerte salía de la Oficina del Pueblo en un aparente intento de ahogar el ruido de los manifestantes.

## El tiroteo
Sin previo aviso, armas automáticas fueron disparadas contra los manifestantes anti-Gadafi a las 10:18 a. m. Once personas fueron heridas, incluyendo a la desarmada Fletcher que fue fatalmente herida en el estómago. Mientras yacía en el suelo, su prometido (que también era un oficial de policía activo) estaba a su lado. Fletcher fue trasladada al Hospital de Westminster, donde murió de sus heridas aproximadamente una hora más tarde. La radio libia informó que la embajada fue asaltada y que los que estaban en el edificio dispararon en defensa propia en contra de "una mayor acción terrorista".
El sombrero de Fletcher y los cascos de otros cuatro oficiales quedaron tendidos en la plaza durante el asedio que siguió a la embajada. En los días que siguieron las imágenes de ellos se mostraron en varias ocasiones en los medios de comunicación británicos. La investigación oficial sobre la muerte de Fletcher concluyó que había sido asesinada por disparos de un subfusil Sterling británico, disparado desde el primer piso de la embajada libia.

## El asedio
Después del tiroteo la embajada fue rodeada por policías armados durante once días, en uno de los más largos asedios policiales en la historia de Londres. Mientras tanto, Gadafi dijo que la embajada fue atacada por las fuerzas británicas, y los soldados libios rodearon la Embajada del Reino Unido en Trípoli, Libia, en respuesta.
El gobierno británico finalmente resolvió el incidente al permitir que el personal de la embajada saliera de esta y luego los expulsó del país. El Reino Unido rompió en esa fecha las relaciones diplomáticas con Libia. Sin embargo, seis súbditos británicos fueron retenidos como rehenes políticos en Libia por un Comité Revolucionario después del tiroteo. Ellos fueron puestos en libertad después de nueve meses de detención, el 5 de febrero de 1985, cuatro días después de la inauguración del memorial de Fletcher en la plaza de St. James.

## Eventos subsecuentes

### Régimen de Gadafi
El gobierno británico no tomó ninguna otra medida oficial tras el cese de las relaciones diplomáticas con Libia. Algunos informes no confirmados, incluso sugieren que el asesino de Fletcher había sido ahorcado poco después de regresar a Libia en 1984. Pero, en una reunión con el embajador británico en Egipto en 1992, el coronel libio Abdul Fatah Younis (el mismo que lideraría al rebelde Ejército de Liberación Nacional Libio, ELNL, en la guerra civil contra Gadafi en 2011 y que sería asesinado cerca de Bengasi el 28 de julio de ese año) se disculpó en nombre del gobierno de Libia y ofreció extraditar a sus asesinos. Sin embargo, el Ministerio de Relaciones Exteriores británico no aceptó la oferta.
En julio de 1999 el gobierno de Libia aceptó públicamente la "responsabilidad general" por el asesinato y accedió a pagar una indemnización a la familia de Fletcher. Esto, junto con eventuales esfuerzos de Libia a raíz del atentado de Lockerbie del 21 de diciembre de 1986, abrió el camino para la normalización de las relaciones anglo-libias. Una vez que las relaciones diplomáticas se restablecieron en 1999, los detectives de la Policía Metropolitana visitaron Libia en varias ocasiones para seguir sus investigaciones sobre su asesinato.
Pero el 24 de febrero de 2004, el programa Today en la BBC Radio 4 informó que el nuevo Primer ministro de Libia, Shukri Ghanem, había afirmado que su país no era responsable de la muerte de Fletcher (ni por el atentado de Lockerbie). Ghanem dijo que Libia había hecho la admisión y la compensación pagada para traer "la paz" y el fin de las sanciones internacionales. Se dice que Gadafi más tarde se retractó de las declaraciones de Ghanem.
Finalmente, en junio de 2007, detectives británicos pudieron entrevistar al principal sospechoso de Libia por primera vez después de la normalización de las relaciones políticas con el país. Los detectives pasaron siete semanas de Libia entrevistar a testigos y sospechosos. Queenie Fletcher, la madre de Yvonne, describió estos acontecimientos como "prometedor".
En febrero de 2009, ella sugirió que Abdelbaset al-Megrahi, quien en ese momento estaba apelando contra su condena por el atentado de Lockerbie, debía ser trasladado a una prisión en Libia, con la condición de que el gobierno libio cooperara con los detectives que investigaban el asesinato de su hija. La señora Fletcher dijo: "Yo sé que él está enfermo y creo que debe ser devuelto a prisión en Libia para que su familia lo pueda visitar. La apelación todavía podría seguir adelante en Escocia, pero podría permanecer en prisión en Libia. Tiene que ser un intercambio justo, por lo que el caso de Yvonne se puede cerrar. Me gustaría que la policía de aquí se le de el permiso para entrevistar a todo aquel que tiene que entrevistar en Libia y ver quienes tienen que ser llevados a juicio".
En octubre de 2009 el periódico The Daily Telegraph reveló que la Fiscalía de la Corona había sido informada por un fiscal independiente de que no había suficientes evidencias para procesar a dos libios. Un informe de abril de 2007 llegó a la conclusión de que los dos hombres, que entonces eran miembros de alto rango del régimen libio, jugaron un "papel principal" en el tiroteo.

### Después de la era Gadafi
Durante la guerra civil de Libia, en marzo de 2011, los periodistas británicos hablaban de un hombre llamado Omar al-Sodani que estaba en poder de las fuerzas rebeldes en Bengasi. El miembro del Comité Revolucionario de Libia, de 59 años, dijo que estaba en la Embajada de Libia en 1984, pero "no estaba en el lugar" cuando se produjo el tiroteo. A raíz de la caída del régimen de Gadafi en agosto de 2011, hubo nueva evidencia acerca de un diplomático que trabajaba en la embajada libia en Londres el cual fue visto disparar un arma automática desde una ventana en abril de 1984. Un testigo identificó a un hombre llamado Abdulmagid Salah Ameri después de una revisión de la prueba por un fiscal independiente canadiense, a petición de la Policía Metropolitana. El 30 de agosto se informó de que un "co-conspirador", Abdulqadir al-Baghdadi, había muerto en las luchas internas entre los partidarios de Gadafi.
En febrero de 2012, Scotland Yard (sede central de la policía británica) anunció que los detectives iban a regresar a Libia para continuar sus investigaciones sobre el homicidio. A la misión siguió una visita a Londres del ministro del Interior libio Fawzy Abdilal del Consejo Nacional de Transición (CNT). En junio del mismo año miembros de la Policía Metropolitana visitaron Libia como parte de la investigación sobre el asesinato sin resolver.
En julio de 2012, el Sunday Telegraph mencionó a Salah Eddin Khalifa, un miembro de alto nivel del régimen anterior, como el estudiante pro-Gadafi que disparó a Fletcher. Minutos después de los disparos, dejó la embajada saliendo a través de una puerta trasera antes de ser rodeada por la policía. Khalifa se dice que se trasladó a otra ciudad del norte de África a raíz de la desintegración del gobierno de Gadafi.

## Legado

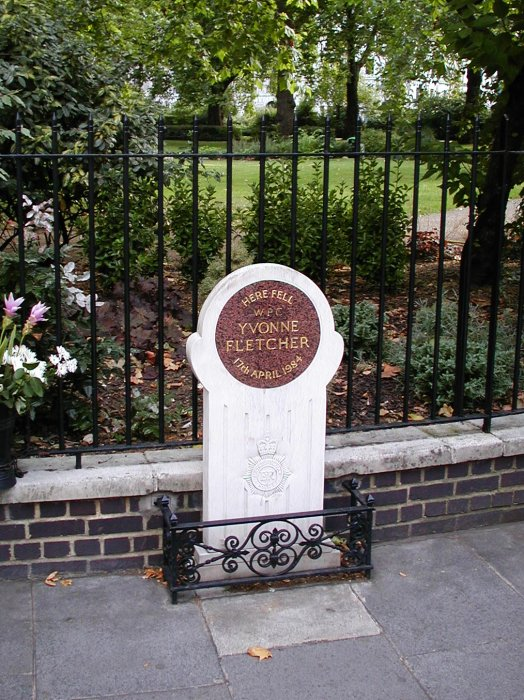
Memorial to WPC Yvonne Fletcher in St. James's Square.

Dos semanas después de la muerte de Fletcher, una organización benéfica dedicada a la caridad llamada la Police Memorial Trust fue creada para honrar a los agentes de policía británicos muertos en el cumplimiento del deber. Fue idea del director de cine británico Michael Winner, que escribió una carta al editor del periódico The Times, sugiriendo hacer un monumento que se erigiese en honor de Fletcher. Después de recibir una avalancha de donaciones del público, la fundación se creó el 3 de mayo de 1984.
Yvonne Fletcher se convertiría en la primera policía en ser honrada por la nueva institución de caridad. El 1 de febrero de 1985 su monumento fue inaugurado en St. James's Square por la Primera ministra Margaret Thatcher en una ceremonia a la que asistieron los líderes de los principales partidos políticos británicos. Cientos de personas también asistieron a la ceremonia para mostrar su apoyo a este reconocimiento de la valiente policía. En abril de 2004 la baronesa Thatcher se unió a los miembros de la familia Fletcher en un servicio para conmemorar el 20 aniversario de asesinato de Yvonne. Ofrendas florales fueron colocadas en su monumento y un helicóptero de la policía sobrevoló en señal de respeto. Un minuto de silencio también fue observado por los asistentes.
El monumento, que se encuentra en una zona ligeramente modificada, se ubica en la esquina noreste de la plaza. El Westminster City Council (Ayuntamiento de Westminster) aumentó parte de la St. James's Square para acomodar la columna conmemorativa de granito y piedra de Portland con una superficie redonda de pavimento enlosado que se extiende dentro de la calzada para crear una estética arquitectónica. Más tarde la Police Memorial Trust encargó el National Police Memorial, que fue inaugurado en el centro de Londres por la reina Isabel II el 26 de abril de 2005.

## Controversia balística
La investigación oficial concluyó que Fletcher fue muerta por alguien disparando un 9mm arma automática calibre 9mm, más específicamente de un subfusil Sterling desde una planta baja de la embajada libia.
Pero este veredicto ha sido disputado por varios expertos, incluyendo al oficial de balística del Ejército británico teniente coronel George Styles y al patólogo del Ministerio del Interior Hugh Thomas. El 24 de junio de 1997 el miembro del Parlamento Tam Dalyell cuestionó al Primer ministro Tony Blair sobre la muerte de Yvonne Fletcher. Dalyell hizo especial referencia a un documental de Channel 4 sobre el asesinato:

Con el consentimiento de Queenie Fletcher, su madre, hice junto con el Ministerio del Interior tres programas que fueron realizados por Fulcrum, y su productor, Richard Bellfield, llamado Asesinato en St. James. La especulación en televisión especulación es una cosa, pero esto era algo más que eso, porque en el film fue George Styles, el oficial de balística de alto nivel en el ejército británico, quien dijo que, como experto en balística, creía que la policía no podría haber sido asesinada desde el segundo piso de la embajada libia, como se ha sugerido.

También en la película aparece mi amigo, Hugh Thomas, quien se refirió a los ángulos en los que las balas podrían entrar a cuerpos, y la posición de los cuerpos. Hugh Thomas fue, durante años, el cirujano consultor del Royal Victoria Hospital en Belfast, y sospecho que él sabe más que nadie de balas que entran a los cuerpos en Gran Bretaña. Por encima de eso fue el profesor Bernard Knight, quien dentro y fuera, ha sido patólogo del Ministerio del Interior durante 25 años. Cuando Bernard Knight da evidencia en la película de que la explicación oficial no puede ser concluyente, es tiempo para una investigación.

Una cuestión importante es la discrepancia en la trayectoria de la bala señalada por el patólogo que examinó el cuerpo de Yvonne Fletcher. El doctor Ian West escribió en su primer informe post mortem que le dispararon desde los pisos superiores de un edificio adyacente, porque "el ángulo de la herida fue de entre 60 y 70 grados". Sin embargo en la investigación oficial el Dr. West declaró que sus heridas eran "totalmente coherentes con un disparo efectuado desde la ventana del primer piso de la embajada, un ángulo de 15 grados."

### Videos
- BBC News footage of the family reaction Archivado el 4 de enero de 2007 en Wayback Machine.
- BBC footage of the funeral Archivado el 16 de enero de 2006 en Wayback Machine.